# Antonio Quarracino
Antonio Quarracino (Pollica, Salerno, 8 de agosto de 1923-Buenos Aires, 28 de febrero de 1998) fue un cardenal de la Iglesia católica de Argentina y arzobispo de Buenos Aires entre 1990 a 1998.

## Biografía
Antonio Quarracino nació en Pollino di Salerno, Italia, pero su familia emigró a Argentina cuando tenía cuatro años. La familia se instaló en el pueblo de San Andrés de Giles.

### Formación y sacerdocio
Ingresó en el seminario de La Plata y fue ordenado sacerdote el 22 de diciembre de 1945 en Luján. Fue profesor en el Seminario Diocesano de Mercedes y enseñó teología en la Universidad Católica Argentina.

## Episcopado

### Obispo de Nueve de Julio

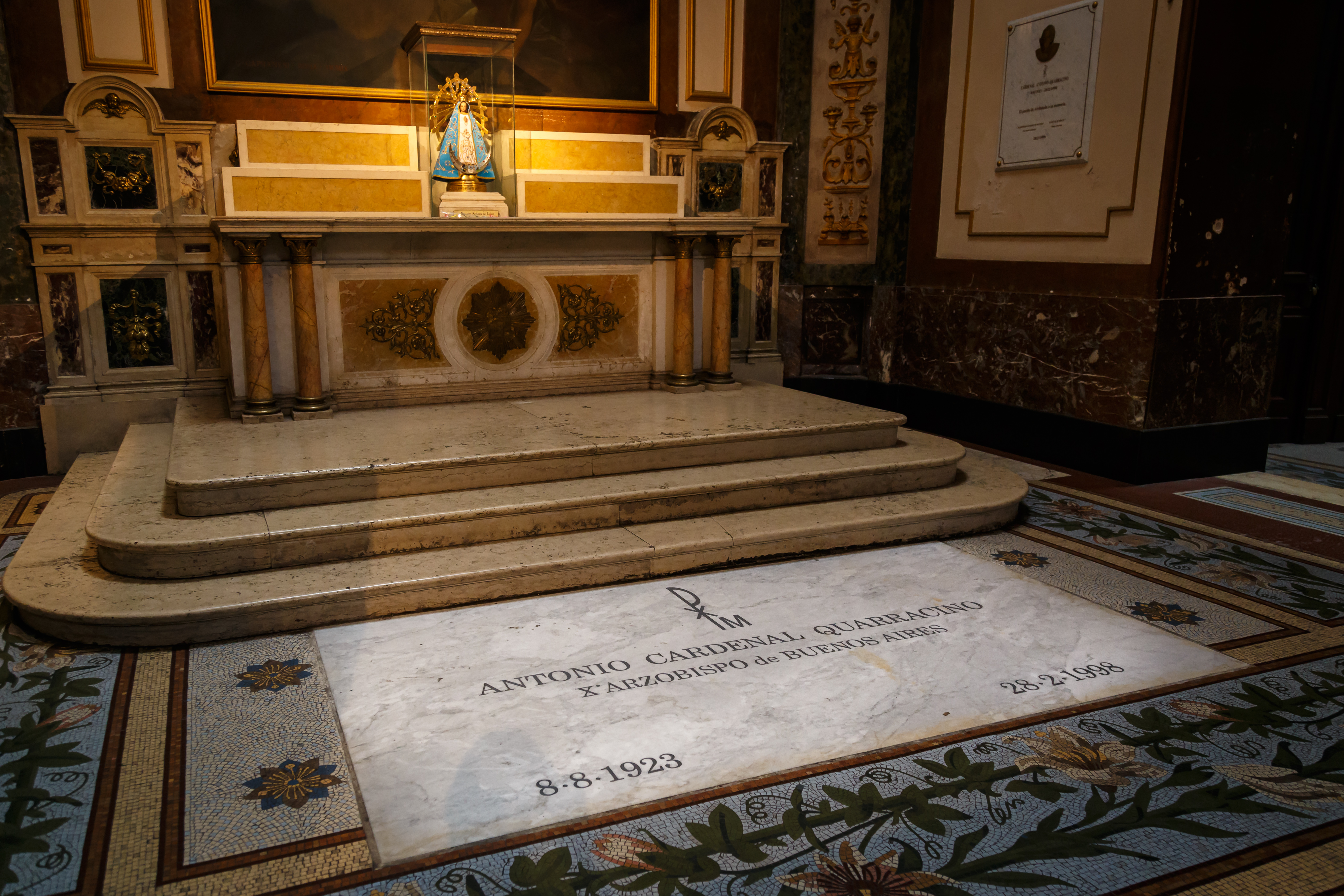
Tumba de Quarracino en la Catedral Metropolitana de Buenos Aires

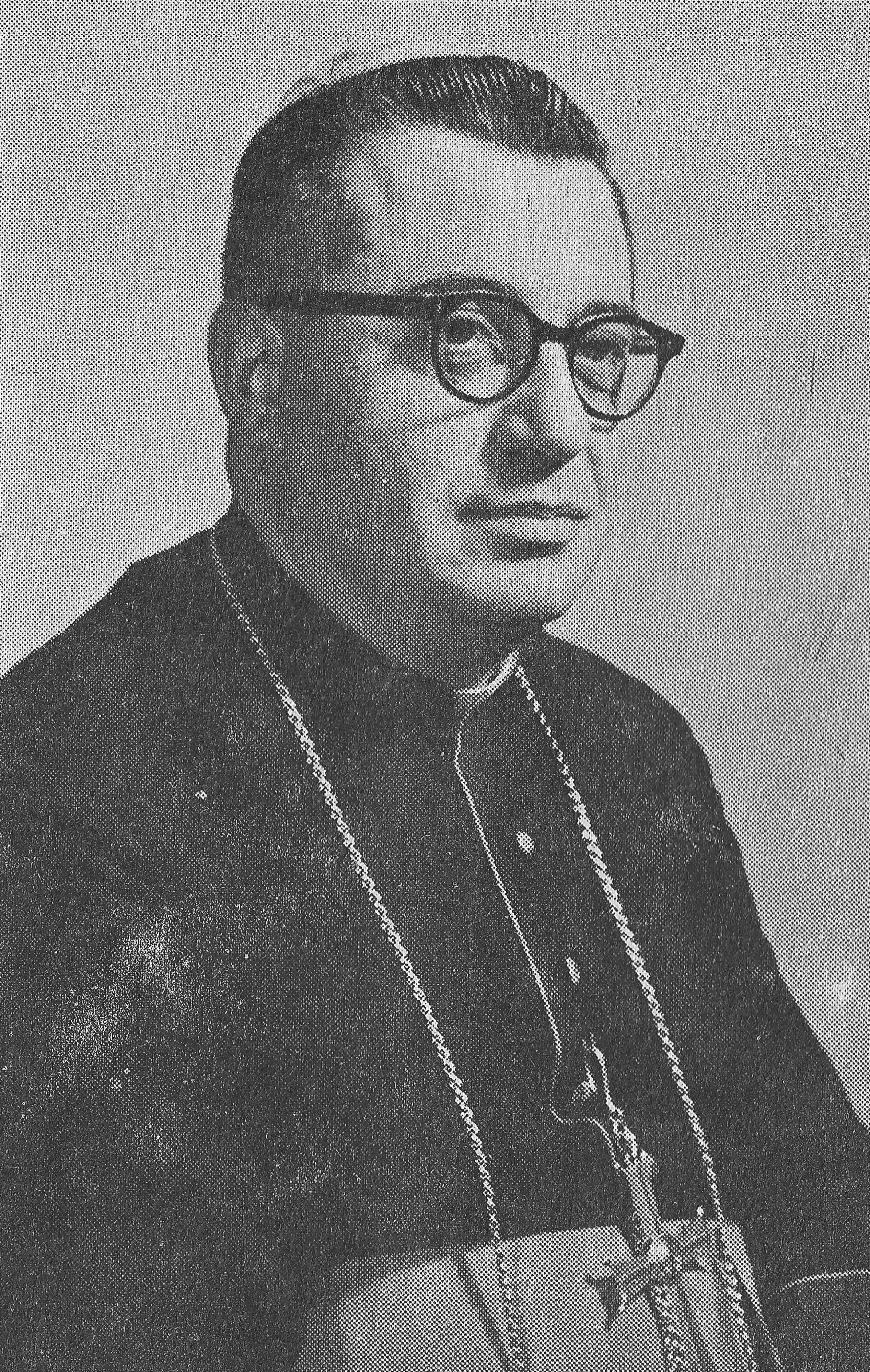
En 1962, como obispo de Santo Domingo en Nueve de Julio

Fue nombrado obispo de Nueve de Julio (Buenos Aires), por el papa Juan XXIII, el 3 de febrero de 1962, y recibió la sede episcopal el 8 de abril del mismo año.

### Obispo de Avellaneda
El 3 de agosto de 1968 el papa Pablo VI lo trasladó a la diócesis de Avellaneda (cuya nueva catedral fue construida durante su mandato). Como obispo de Nueve de Julio, participó de todas las sesiones del Concilio Vaticano Segundo y adhirió al progresismo posconciliar de los años sesenta, siendo uno de los primeros sacerdotes en integrar y apoyar el Movimiento de Sacerdotes para el Tercer Mundo, pero con los años fue virando poco a poco hacia el conservadurismo doctrinario.

### Arzobispo de La Plata
El papa Juan Pablo II lo promueve a la Arquidiócesis de La Plata el 18 de diciembre de 1985.

### Arzobispo de Buenos Aires
El mismo papa lo promueve a la Arquidiócesis de Buenos Aires el 10 de julio de 1990, agregándole el Primado de Argentina.

### Presidente de la Conferencia Episcopal Argentina
Fue elegido presidente de la Conferencia Episcopal Argentina en noviembre, y luego reelegido, hasta 1996.
Fue elevado a Cardenal en el consistorio del 28 de junio de 1991. Fue una figura importante en el diálogo ecuménico e interreligioso con el judaísmo; en una visita a Israel en 1992 fue condecorado por instituciones judías por esta causa. En 1997 hizo colocar un mural en la Catedral Metropolitana de Buenos Aires en conmemoración de las víctimas del Holocausto, las bombas de la Embajada de Israel y la AMIA.
Quarracino tuvo inclinaciones periodísticas y, en La Plata, transformó la revista informativa de la arquidiócesis en una publicación cultural. Como Arzobispo de Buenos Aires, sus apariciones en televisión fueron frecuentes y regulares; participó en un segmento del programa religioso Claves para un mundo mejor en la señal estatal Canal 7.
Quarracino fue fiel al magisterio de la Iglesia Católica en temas como Familia, Sexualidad y la "Opción Preferencial por los Pobres". Reconocido admirador de Boca Juniors. y dueño de una voz poderosa que se destacaba en el canto gregoriano.[cita requerida]
En 1982 apoyó un proyecto de ley (sic) para investigar los crímenes del terrorismo de Estado[cita requerida], para "contribuir a la reconciliación". Quarracino se oponía a las políticas de la presidencia de Raúl Alfonsín (1983–1989), como en la presidencia de Carlos Menem (1989–1999).
En sintonía con el magisterio de Juan Pablo II en 1994, en su segmento de televisión en ATC, Quarracino habló en contra de la homosexualidad diciendo que lesbianas y gay deberían ser "encerrados en un ghetto" y que “Los homosexuales son una sucia mancha en el rostro de la Nación”. Esto causó una acusación de discriminación, que no fue considerada por la justicia argentina debido a que la ley antidiscriminación 23592 no cubría la orientación sexual. Quarracino volvió a referirse a los homosexuales tres años más tarde, cuando expresó que el término homosexualidad es "una desviación de la naturaleza humana, como la bestialidad".
Fue investigado por el escándalo del Banco de Crédito Provincial de la familia Trusso. Su secretario personal Roberto Toledo estuvo investigado y condenado por su acción.

## Fallecimiento
Falleció en 1998 a los 74 años de edad, debido a una obstrucción intestinal. Fue sepultado en la Catedral metropolitana de Buenos Aires.
Fue sucedido automáticamente por su arzobispo coadjutor, el jesuita Jorge Bergoglio (futuro papa Francisco).